# Alexandre Tylski
Alexandre Vuillaume-Tylski, ou Alexandre Tylski, né à Paris en 1976, est un universitaire et réalisateur français. 

## Biographie
Né en 1976, Alexandre Vuillaume-Tylski est maître de conférences à l'École nationale supérieure de l'audiovisuel (ENSAV). Il est aussi auteur-réalisateur d'une web-série pour « Blow Up » sur Arte (Histoire des génériques, 2012-2023) et collaborateur à la revue Positif. Il a enseigné à l'American University of Paris, au California Institute of the Arts, à l'école de l'image des Gobelins et a donné des conférences aux festivals de Deauville et de Cannes, au Grand Palais, à l'Institut national d'histoire de l'art, à l'Institut Lumière, à l'Institut français de Jordanie, à l'Université de Lausanne ou encore à la New York University Steinhardt.   
Il est auteur d'analyses de séquences dans de nombreux bonus de DVD (Fahrenheit 9/11, Le Court des Grands, La Vie est un miracle, Éléphant, Journal Intime, , etc.). En mai 2011, Alexandre Tylski publie un ouvrage sur John Williams : John Williams, un alchimiste musical à Hollywood. Il a rencontré John Williams à Boston en 2009 et suivi quelques-uns de ses concerts. Il produit plusieurs documentaires pour France Culture et écrit des fictions pour France Inter, dont Bon Courage (2 mars 2015) et Le Voisin chimérique (mars 2014).
Son film C'est Beau de porter le vent, est un hommage à sa femme, Corinne Vuillaume, présenté au Centre National de la Mémoire Arménienne en 2018. Il crée par ailleurs le Prix Corinne Vuillaume. 
En 2020, il compose la musique de films muets, via son  compte Vimeo (rendant hommage à Alice Guy, Georges Méliès, Loie Fuller, George Albert Smith, Germaine Dulac) et partage ses dessins et collages, via son compte Twitter.  En 2021, il coorganise un Cycle Piano & Cinéma à l'Université de Genève, en coordonne un volume, et réalise une mini-série dédiée aux dessinéastes via l'émission  V.O. produite par l'UNIGE.

## Travaux

### Roman Polanski
Spécialiste de l'œuvre de Roman Polanski, il est l'auteur d'une thèse de doctorat et de nombreux ouvrages de référence sur le cinéaste. Alexandre Vuillaume-Tylski est régulièrement invité sur les tournages des derniers films de Polanski, notamment Oliver Twist (2005), The Ghost Writer (2009), Carnage (2011), D'Après une histoire vraie (2017) et J'accuse (2019). Tylski a étudié principalement l'art des génériques chez le cinéaste franco-polonais, mais également l'adaptation des livres à l'écran, les notions d'identité, de noms, de blessures et de huis-clos propres aux films de Roman Polanski, survivant de la Shoah.

#### Affaire Polanski
Comme bon nombre de personnalités (notamment Bernard Henri Levy) : Alexandre Tylski s’insurge contre l’arrestation de Roman Polanski survenue le 26 septembre 2009 en Suisse. Il publie une tribune dans Le Monde (Ne jugez pas Polanski à l'emporte-pièce !) en prenant la défense de Polanski victime, selon lui, d’un Acharnement Kafkaïen.
Ainsi, Tylski proclame : « On entend parler d'inégalité, mais aussi de viol et de fuite devant ses responsabilités, alors que l'homme a été condamné pour relation illégale et a purgé sa peine de prison. »

### Générique et cinéma
Alexandre Vuillaume-Tylski, membre de l'association We Love Your Names, est auteur de plusieurs livres consacrés à l'art des génériques, dont Les plus beaux génériques de films (paru aux Éditions La Martinière en 2014, préfacé par Cédric Klapisch). Il donne plusieurs conférences sur le sujet, notamment au Grand Palais en 2013 et au Festival de Cannes en 2015, et anime les Nuits du générique à Paris (Bibliothèque MK2, Forum des images). Depuis 2012, il écrit et réalise la web-série pour Arte Histoire des Génériques.
Différentes formes (remakes, westerns, science-fiction, adaptation de bandes-dessinées et de best-seller français, nanars...), pays (Japon, Inde, Chine, , etc.) et cinéastes y sont traités (Tim Burton, David Cronenberg, Jane Campion, Pedro Almodovar, Stanley Kubrick...). Certains sujets choisis s’avèrent peu connus du grand public : la Blaxploitation, Les Génériques Censurés, , etc. Ces courts-métrages d’extraits de films (assemblés par Alice de Lima) proposent, tous, de longs monologues très écrits où l'universitaire exprime une multitude de théories esthétiques personnelles : le générique comme « mémoire et force motrice du cinéma », « lieu de la pensée », « sexe des films », , etc. Dans Les Génériques de remakes, Tylski voit Michael Haneke comme « Un amoureux des Jeux écraniques » (sur le seul extrait du générique de Funny Games). Dans Les Génériques de Stanley Kubrick, il souligne le caractère unique du générique de Saul Bass pour Spartacus. Cette Histoire des génériques (350 minutes à ce jour[évasif]) met parallèlement en lumière de nombreux créateurs de génériques jusque-là méconnus (Jean-Noël Delamarre, Carlos Santos, Richard Kuhn, , etc.). 
En avril 2008, il fait un appel à la mobilisation afin de sauver les génériques. En effet, il estime que
« En France, la situation des diffusions de génériques est catastrophique, tant sur les chaînes comme TF1, France Télévisions ou Arte, que sur la plupart des chaînes câblées et satellites. Il est temps de protéger noms, métiers, musiques, ainsi que les films dans leur intégralité (intégrité) audiovisuelle. »[réf. nécessaire]
Le Syndicat français de la critique de cinéma répondra favorablement à cet appel. Le quotidien Le Monde publiera un texte sur ce combat. Sur les génériques de film, Tylski s’interroge : « Dans le domaine chirurgical, l’ « ouverture » est associée à l’opération consistant à couper les tissus d’un corps ; le générique d’ouverture au cinéma serait-il aussi une opération, une brèche, destinée à ouvrir le corps du film (et peut être des spectateurs) pour y dégager chair, sang, vie et, peut-être, symptômes et résolutions ? »

## Ouvrages
- A propos de Mobilis[10], Add a dog, 2024
- L'Art des génériques: télévision (co-dir.), CIRCAV, Harmattan, 2019
- Anatomy of an actor: Nicole Kidman, London, Phaidon, 2016.
- Anatomie d'un acteur: Nicole Kidman, Paris, Les Cahiers du cinéma, 2016.
- Les plus beaux génériques de films, Paris, La Martinière, 2014.
- John Williams, un alchimiste musical à Hollywood (dir), Paris, L'Harmattan, 2011.
- Rosemary's Baby, Paris, Séguier-Archimbaud, 2010.
- Le Générique de cinéma, Toulouse, Presses universitaires du Mirail, 2009.
- Roman Polanski, une signature cinématographique, Lyon, Aléas, 2008.
- Les Cinéastes et leurs génériques (dir.), Paris, L'Harmattan, 2008.
- Roman Polanski : l'art de l'adaptation (dir.), Paris, L'Harmattan, 2006.
- Roman Polanski, Rome, Gremese, 2006.
- Roman Polanski, ses premiers films polonais, Lyon, Aléas, 2004.

## Films
- Histoire des génériques, Blow Up, Arte, 2012-2025, 110 x 9 min.
- C'est Beau de porter le vent (Ellabel Prod, 2018), 34 min
- Remember Norway (2016), Les Amis de Corinne Vuillaume, 11 min
- NY 09/10 (2010), Lara, 16 min.
- Les génériques chez Roman Polanski (2006), Lara, 10 min.
- Roman Polanski, une enfance dans les flammes (2005), Lara, 7 min.
- Ab initio (2002), Lara, 18 min.
- Orfèvres et forgerons (2002), CNRS, 26 minutes.
- Antoine Duhamel, portrait/interview (2001), Esav, 8 min.
- Philippe Sarde, portrait/interview (2000), Esav, 15 min.
- CCG (2004), Insa, 3 min.
- Acte de foi (2002), Esav, 16 mm, 3 min.
- The Essential (2001), Esav, 8 min.
- Le Code des routes (2000), Esav, 16 mm, 7 min.
- L'Arrêt minute (2000), Esav, 16 mm, 6 min.

## Documentaires (France Culture)
- Le Mage et le savant, France Culture, mai 2012, 59 min.
- Deux Saltimbanques à Hollywood, France Culture, janvier 2013, 59 min.
- Collective Folie, France Culture, juin 2013, 59 min.
- Le Pays d'ici : une aventure radiophonique, France Culture, sept. 2013, 53 min.
- Le Mystérieux Monsieur Comté, France Culture, oct. 2013, 53 min.
- Correspondance(s), Mini-série, France Culture/Nouveaux Médias, déc. 2013, 5 x 2 min.
- L'Etrange Noël du cinéma, France Culture, déc. 2013, 53 min.
- Au Cœur des boîtes noires, France Culture, juin 2014, 59 min
- A la Ciotat avec Anny Romand, mai 2015, 53 min.
- Stanley Kubrick: L'Humain trop humain, mai 2017, 58 min.
- Germaine Dulac: Première cinéaste essayiste, juin 2021, 58 min.
- Ennio Morricone: compositeur de tous les contraires, Mai 2025, 59 min.

## Articles parus dansPositif(sélection)
- Dossier Roman Polanski, in Positif no 600, 2011, p. 94-95 et 109-110.
- Saul Bass : les films d'un grand cinéaste, in Positif no 601, 2011, p. 63-67.
- Maître de l'aliénation, Folie et cinéma, in Positif no 591-582, 2009, p. 28-30.
- La Statue de la liberté au cinéma, New York au cinéma, in Positifno 575, 2009, p. 93-96.
- Le split-screen : contemporanéité(s) d'une figure, in Positif no 566, 2008, p. 56-58.
- La saga James Bond: des génériques (dés)habillés, in Positif no 555, 2007, p. 32-35.
- Gene Gutowski et Michal Waszinski, in Positif no 547, 2006, p. 65.
- Le générique au cinéma : regard sur un lieu fantôme, in Positif no 540, 2006, p. 50-53.
- Un cinéma d'enfants perdus, in Positif no 536, 2005, p. 37-38.

## Honneurs divers
- 2023: Membre du Jury du 48h Film Challenge (Red Sea Film Festival, Jeddah)
- 2017-2023 : Président du jury, 1er Prix Corinne Vuillaume (Paris)
- 2019 : Membre du Jury, Prix du Jury, Festival Motion Motion (Nantes)
- 2014 : Président du jury, Prix Habillage TV (Club des directeurs artistiques) (Paris)
- 2013 : Président du jury, Festival du film polonais Kinopolska, Institut polonais (Paris)
- 2013 : Président du jury, Festival du film franco-arabe, Institut français de Jordanie (Amman)
- 2012 : Membre du jury, Festival national du film d'animation (AFCA)
- 2011 : Président du jury de Sciences en courts, Nicomaque, Rennes
- 2009 : Président du jury au Festival international de science fiction, Nantes
- 2008 : Invité d’honneur au Torino International Film Festival (Italie)
- 2005 : Membre du jury du Prix de la critique internationale (FIPRESCI) au Festival international du film de Krakow (Pologne)